# Мессершмид, Эрнст Вилли
Эрнст Ви́лли Ме́ссершмид (нем. Ernst Willi Messerschmid; род. 21 мая 1945, Ройтлинген, Вюртемберг, Французская зона оккупации Германии) — немецкий учёный и астронавт.

## Образование
В 1965 году Эрнст окончил техническую гимназию в Штутгарте. Отслужив два года в Бундесвере, он поступил в Тюбингенский университет на факультет физики, где в 1972 году получил диплом, а в 1976 году докторскую степень. В 1970—1975 гг. работал в Европейской организации по ядерным исследованиям (ЦЕРНе) в Женеве, изучая протонные пучки в ускорителе и плазме.
В 1975—1976 годы был сотрудником Фрайбургского университета и Брукхейвенской национальной лаборатории в США. В 1977 году он перешёл работать в DESY в Гамбурге, где участвовал в работах по сооружению ускорителя электронов и позитронов PETRA.
С 1978 по 1982 год Эрнст Мессершмид работал в Институте коммуникационных технологий (Оберпфаффенхофен) в составе Германского аэрокосмического центра DLR, разрабатывая устройства космической связи (спутниковые системы поиска и спасения, спутниковая навигация).

## Космическая подготовка
В 1977 году Европейское космическое агентство проводило набор астронавтов по программе Spacelab-1. Мессершмид был одним из пяти кандидатов от Германии, но в итоге он не прошёл (был отобран Ульф Мербольд).
В 1982 году в рамках американо-германской программы Spacelab D-1 в Германии был произведён набор отряда из двух человек. 19 декабря 1982 года были отобраны Эрнст Мессершмид и Райнхард Фуррер. В феврале 1985 года оба получили назначение в экипаж в качестве специалистов по полезной нагрузке.

## Полёт на «Челленджере»
Свой единственный космический полёт 40-летний Эрнст Мессершмид совершил 30 октября — 6 ноября 1985 года на американском шаттле «Челленджер» (STS-61-A). Это был первый и единственный рейс челнока, на борту которого находилось восемь астронавтов, причём сразу трое из них были европейскими специалистами. Полезной нагрузкой являлась лаборатория Spacelab D-1, при этом управление программой впервые осуществлялось не из США, а из германского Оберпфаффенхофена. Было выполнено 76 экспериментов в области физиологии, материаловедения, биологии, навигации. Эрнст Мессершмид провёл в этом полёте 7 суток 44 минуты 51 секунду.
Статистика
| # | Стартовый корабль  | Старт                 | Экспедиция | Корабль посадки    | Посадка               | Налёт                       | Выходы в открытый космос | Время в открытом космосе |
| - | ------------------ | --------------------- | ---------- | ------------------ | --------------------- | --------------------------- | ------------------------ | ------------------------ |
| 1 | Челленджер STS-61A | 30.10.1985, 17:00 UTC | STS-61A    | Челленджер STS-61A | 06.11.1985, 17:44 UTC | 07 суток 00 часов 44 минуты | 0                        | 0                        |
|   |                    |                       |            |                    |                       | 07 суток 00 часов 44 минуты | 0                        | 0                        |

## Последующая деятельность
После полёта, в 1986 году, он получил учёную степень профессора, а также должность директора Института космических систем при университете Штутгарта.
В 1988—1992 годы — руководитель группы подготовки немецких и европейских астронавтов, председатель комиссии по отбору немецких астронавтов. Одновременно, с 1990 по 1992 год, являлся деканом аэрокосмического факультета Штутгартского университета.
В 1996—1998 годы был ректором Штутгартского университета.
С января 2000 по 2004 год — директор Европейского центра астронавтов в Кёльне. В январе 2005 года вернулся в Штутгартский университет, где преподаёт дисциплины, имеющие отношение к астронавтике и космическим станциям.

## Награды
- Офицер ордена «За заслуги перед Федеративной Республикой Германия» (1985 год),
- Медаль «За космический полёт» (1985 год)
- Золотая медаль Германа Оберта (1986 год)

## Личная жизнь

### Семья
Жена — Гудрун Мессершмид.

### Увлечения
Музыка, парусный спорт, мероприятия на свежем воздухе, в частности гольф, садоводство.